# Hyphantosoma festoui
Hyphantosoma festoui is een tweekleppigensoort uit de familie van de Veneridae. De wetenschappelijke naam van de soort is voor het eerst geldig gepubliceerd in 1993 door Harte.